# Bitxac de Hodgson
El bitxac de Hodgson (Saxicola insignis) és una espècie d'ocell de la família dels muscicàpids (Muscicapidae) Hiverna al Nepal i al Tarai i els Duars, al nord de l'Índia. Es troba amenaçat per la pèrdua d'hàbitat i el seu estat de conservació es considera vulnerable.
El nom específic de Hodgson fa referència a Brian Houghton Hodgson (1800-1894), diplomàtic anglès, resident al Nepal (1833-1844), etnòleg i col·leccionista.